# Конрад I фон Тримберг
Конрад I фон Тримберг (на немски: Konrad I von Trimberg; † сл. 1230) от франкската благородническа фамилия Тримберг, е господар на замък Тримберг при Елферсхаузен в Бавария.

## Биография
Той е син на Попо фон Тримберг († сл. 1189) и внук на Гозвин фон Тримберг († сл. 1151), който започва през 1135 г. да строи замък Тримберг.
Конрад заедно със синът му Албрехт фон Тримберг дава през 1226 г. замъка Тримберг за ползване на манастир Вюрцбург.
Родът на господарите на Тримберг изчезва по мъжка линия през 1384 г.

## Фамилия
Конрад фон Тримберг се жени за Мехтилд фон Грумбах, дъщеря на Алберт I фон Ротенфелс-Грумбах († 1190), фогт фон Китцинген, и съпругата му фон Лобдебург. Те имат децата:
- Албрехт фон Тримберг († сл. 7 октомври 1261), женен пр. 1247 г. за Луитгард Фон Бюдинген († сл. 1257), дъщеря на Герлах II фон Бюдинген († 1245) и Мехтхилд фон Дом Цигенхайн († 1229)
- Хайнрих фон Тримберг († 1236), женен пр. 1236 г. за Мехтхилд фон Хенеберг, дъщеря на граф Хайнрих III фон Хенеберг-Шлойзинген († 1262) и София фон Майсен († 1280).
- Попо III фон Тримберг († пр. 3. май 1271), епископ на Вюрцбург (1267 – 1271)
- син, комтур на Йоанитския орден във Вюрцбург (1239)